# 高閭山
高闾山（12世纪？—1214年），金朝官员，澄州析木县（今辽宁省海城市东南析木城）人。
高闾山被选任充当护卫，调任为顺义军节度副使，转任唐括、移剌都飐详稳，改任震武军节度副使、曹王府尉，大名治中。升任为汝州刺史、单州刺史。朝廷下令禁止不依法令用棍杖处罚犯人，高闾山见到禁令笑道：“这也许很难实行。”当天，故意用大棍杖打死部民杨仙，因此被降级削官，解任。很久以后，降为凤翔治中，历任原州、济州、泗州刺史，改任郑州防御使，再升为蒲与路节度使，改任临海军、盘安军、宁昌军。贞祐二年（1214年），宁昌军（懿州）城被蒙古攻破，高闾山死去。